# Batman: Rozbite miasto
Rozbite miasto (ang. Broken City) – amerykańska mini-seria komiksowa, której głównym bohaterem jest Batman. Autorami komiksu są Brian Azzarello (scenariusz) i Eduardo Risso (rysunki). Seria ukazała się w sześciu odcinkach w 2004 roku w serii Batman (numery 620-625) nakładem wydawnictwa DC Comics. Po polsku opublikował ją Egmont Polska w 2007 roku w formie powieści graficznej.
Rozbite miasto opisuje śledztwo Batmana w sprawie zabójstwa Elizabeth Lupo. W kręgu podejrzeń znalazło się kilku złoczyńców z Gotham City, w tym kochanka brata Elizabeth. Każdy ruch Batmana obserwowany jest przez Jokera.